# National Board of Boiler and Pressure Vessel Inspectors
Il National Board of Boiler and Pressure Vessel Inspectors (Consiglio Nazionale degli ispettori delle caldaie e dei recipienti in pressione) è un organismo composto da ispettori capo di boiler e di recipienti in pressione, ispettori che rappresentano Stati, città e dipartimenti e che applicano le leggi e le norme per questo genere di strumenti, talora portando persino al miglioramento delle stesse. Creato per prevenire incidenti, morti, feriti od anche I danni conseguenti, queste leggi e regolamenti rappresentano l'apporto collettivo degli ispettori del National Board.
Durante gli ultimi dieci anni, oltre sei milioni di ispezioni di recipienti in pressione (boiler, caldaie, autoclavi, etc.) sono state condotte negli Stati Uniti d'America. All'interno di questo totale , ci sono state più di 556.000 violazioni o più di 556.000 potenziali incidenti che sono stati prevenuti: all'incirca quasi un caso su dieci dei recipienti in pressione che sono stati ispezionati. Per la popolazione, l'importanza di questi ispettori molto preparati e specialmente impegnati ha una certa rilevanza: ogni persona nel mondo civilizzato passa molto vicino a dei recipienti in pressione più volte al giorno.

## Storia
Il vapore ha guidato la rivoluzione industriale a partire dalla metà del XIX secolo. A quel punto, la conversione di acqua in vapore veniva considerata come fosse sia il bene sia il male: il bene nel senso che alimentava progresso industriale ed il male poiché le caldaie utilizzate nel processo di conversione dell'acqua in vapore utilizzavano tecnologie nuove e sconosciute. Secondo l'American Society of Mechanical Engineers (ASME):
In mancanza di materiali testati in modo affidabile, raccordi e valvole di sicurezza adeguate, caldaie di ogni tipo, finivano per esplodere sulla terra ed in mare con una frequenza spaventosa ... Gli ingegneri dovrebbero essere orgogliosi della superiorità crescente della tecnologia americana, ma non possono ignorare il prezzo di 50.000 morti e 2.000.000
di feriti causati ogni anno da incidenti.
Mentre le vittime degli incidenti continuarono sino al XX secolo, l'ASME ha sviluppato il proprio codice per le caldaie solo nel 1915. Mentre il codice forniva un solido riferimento in materia di norme di costruzione, mancava tuttavia una componente importante: l'autorità effettiva di regolamentazione. Questo è stato complicato dalla presenza di diverse amministrazioni e giurisdizioni statali e locali, ognuna con i propri codici e standard di sicurezza. Il risultato era un mosaico confuso senza alcuna base comune di riferimento.
Il 2 dicembre 1919, l'ispettore capo dell'Ohio Carl Myers incontrò i capi ispettori di altri Stati per discutere la creazione di un comitato di ispettori provenienti da ciascuna delle giurisdizioni esistenti. Da qui la fondazione del National Board of Boiler and Pressure Vessel Inspectors (Consiglio Nazionale degli ispettori delle caldaie e dei recipienti in pressione).

## Rischi dei recipienti in pressione
Non si ha più il caso limite di 50.000 morti causate ogni anno da recipienti in pressione. In ogni caso, se non venissero tuttora mantenuti ed ispezionati a dovere, caldaie, boilers e recipiente in pressione potrebbero essere pericolose ed in alcuni casi causare conseguenze catastrofiche.
Per esempio, la rottura di un tipico scaldabagno di 110 litri genera l'equivalente di quasi 40 grammi di nitroglicerina. In altri termini, si tratta di una forza sufficiente a lanciare una auto media ad un'altezza di 38 metri o ancor più con una velocità di oltre 130 chilometri all'ora. Quando un tale scaldabagno esplode, il suo volume si espande approssimativamente di 1.600 volte. Un grande boiler industriale ha la capacità di radere al suolo un'intera palazzina.

## National Board Training
Ogni anno il Consiglio Nazionale ospita centinaia di professionisti del settore caldaie e recipienti in pressione provenienti da tutto il mondo. Le strutture per la formazione del National Board Training si trovano in un campus verde di 16 acri (65.000 m²) a Columbus, Ohio. I partecipanti sono seguiti da professionisti che operano nello sviluppo dei codici e degli standard di sviluppo del settore. Al fine di una maggior interazione e di un'attenzione individuale la partecipazione alle classi è limitata e le apparecchiature più moderne e gli assistenti di istruzione sono impiegati con l'opportunità di acquisire maggior esperienza pratica. Il National Board Training rispecchia la credibilità e la reputazione dell'industria delle caldaie e dei recipienti a pressione come parte terza impegnata sia dalle norme sia dal miglioramento delle stesse.

## National Board Registration
La registrazione di un impianto a pressione da parte del National Board richiede determinati standard di qualità uniformi da essere raggiunti certificandone la produzione, il collaudo ed il processo di ispezione. Questa certificazione riconosce ai proprietari, agli utenti ed alle autorità pubbliche competenti che le apparecchiature registrate siano state costruite secondo le norme richieste ed ispezionate dagli ispettori nazionali del Board. Lo scopo della National Board Registration (Registrazione da parte del National Board) è quello di promuovere la sicurezza, produrre un documento specifico valido per la progettazione delle apparecchiature ed i dettagli costruttivi per un uso futuro. Tale effettiva registrazione si svolge quando il costruttore presenta relazioni di dati al National Board per le apparecchiature con i numeri impressi dal National Board.
Un report di dati è simile a un certificato di nascita. Tra le informazioni incluse vi sono: la data di fabbricazione, i materiali di costruzione, i dettagli specifici inerenti alla progettazione e le dichiarazioni di certificazione sia dal produttore sia dell'ispettore. La registrazione è richiesta dalla maggior parte delle giurisdizioni degli Stati Uniti per l'installazione di apparecchiature a pressione. Le apparecchiature sotto pressione registrate sono identificate da un simbolo e da una targhetta NB del National Board. Per il produttore, i dati dei report forniscono una forma essenziale di customer service per tutta il ciclo di vita delle apparecchiature - un significativo valore aggiunto di qualità al proprietario od utente. Dal momento che il processo venne avviato nel 1921 vi sono stati sinora oltre 45 milioni di report di dati registrati con il National Board.

## National Board Pressure Relief Department & Testing Laboratory
Ogni anno, i rappresentanti provenienti da tutto il mondo si recano al National Board Testing Laboratory sito a nord di Columbus, Ohio con il fine ultimo di misurare con precisione le prestazioni delle apparecchiature di pressione della propria azienda.
I prodotti testati vengono sottoposti alla certificazione indipendente delle loro funzioni e capacità. Un prodotto che riguarda la riduzione della pressione che rispetti le nuove norme e le specifiche di costruzione consente al produttore di apporre il simbolo National Board (NB) alle nuove apparecchiature. La certificazione delle capacità significa che la certificazione delle apparecchiature è stata completamente revisionata. Inoltre, indica che il sistema di qualità è stato valutato e l'apparecchiatura soddisfa gli standard riconosciuti a livello internazionale per la prevenzione le condizioni di sovrapressione potenziali caldaie e recipienti a pressione.
Vengono eseguiti dei test anche per valutare la capacità di un'azienda di riparare correttamente le valvole di pressione. Le aziende di riparazione accreditate possono qualificarsi e timbrare il simbolo VR del National Board sulle targhette di riparazione.
Il laboratorio del National Board sostiene e promuove la ricerca e di sviluppo delle industrie testando nuovi progetti, fungendo come standard comparativo per altri laboratori, convalidando nuovi principi e, dietro richiesta, offre assistenza nelle indagini sugli incidenti di caldaie e contenitori sotto pressione.

## National Board Accreditation
Le riparazioni e le modifiche sono essenziali per mantenere l'integrità delle apparecchiature a pressione. Queste possono variare da semplici riparazioni di saldatura alla riparazione delle valvole di sicurezza. Il National Board amministra e gestisce tre diversi programmi di accreditamento per le organizzazioni che effettuano riparazioni e modifiche delle apparecchiature. L'accreditamento comporta una valutazione della conoscenza approfondita del manuale NBBI della qualità del sistema, che include una dimostrazione della sua capacità di migliorare. Alle Aziende od organizzazioni per la riparazione autorizzate vengono concesse delle targhette adesive per l'applicazione sulle attrezzature che attestano la correttezza e l'integrità del lavoro svolto.
Il Certificato di Autorizzazione R viene rilasciato ad ogni Azienda già accreditata che esegua riparazioni e modifiche ad elementi di fissaggio della pressione.
Il Certificato di Autorizzazione VR è previsto per le riparazioni e le modifiche al dispositivo di sovrappressione;Le etichette R e VR sono obbligatorie in vari Stati degli Stati Uniti.
Il Certificato NR di autorizzazione viene rilasciato per la riparazione e sostituzione di componenti nucleari. Tutte le etichette ed i codici del Consiglio Nazionale sono marchi registrati del National Board of Boilers and Pressure Vessels Inspectors.

## National Board Inspection Code
La pubblicazione di punta del National Board, il National Board Inspection Code (NBIC), è un documento di consenso creato da un comitato in continua evoluzione di professionisti di apparecchiature a pressione. Distribuito ogni due anni, il NBIC fornisce regole, informazioni e linee guida per i produttori, autorità competenti, ispettori, aziende di riparazione, proprietari, utenti, installatori, appaltatori, nonché altri individui ed aziende che svolgono o sono coinvolti in attività successive alla costruzione. L'obiettivo è quello di fornire norme d'amministrazione uniformi relative ad apparecchiature di pressione.
Il NBIC venne pubblicato la prima volta nel 1945 ed è oggi l'unico standard riconosciuto a livello mondiale per la riparazione in servizio e la modifica delle caldaie e recipienti a pressione. Approvato come American National Standard (ANSI) nel mese di agosto 1987, il National Board Inspection Code è stato adottato da un certo numero di stati e autorità locali, così come le agenzie federali di regolamentazione, compreso il Dipartimento dei Trasporti degli Stati Uniti d'America.
Le modifiche proposte vengono sottoposte alla revisione pubblica e conseguenti commenti consentendo in tal modo all'industria, all'università, alle agenzie di regolamentazione amministrativa ed al pubblico di contribuire allo sviluppo NBIC. È disponibile in formato cartaceo, flash drive ed anche tramite un abbonamento su Internet.

## Resources

### National BoardBulletin
La Rivista specializzata National Board è distribuita quadrimestralmente in tutto il mondo. Oltre agli articoli di interesse per l'industria delle attrezzature a pressione, il Bollettino fornisce uno sguardo ravvicinato al campo di competenze degli ispettori capi; tempestivi aggiornamenti sugli eventuali cambi di componenti del National Board; consigli utili in materia di ispezione, riparazioni e modifiche delle apparecchiature; casi studio del settore; un elenco completo di norme e modifiche del regolamento in atto. I lettori trovano anche prospettive tecniche dal consiglio di amministrazione nazionale ed articoli di giornalisti ospiti, nonché un elenco completo delle offerte dal reparto di formazione, ed un elenco di dati delle ultime violazioni. 

### National Board General Meeting
Ogni primavera, in collaborazione con l'American Society of Mechanical Engineers, il National Board General Meeting (Assemblea generale del Consiglio Nazionale) si tiene per affrontare le questioni importanti relative alla sicurezza di installazione, al funzionamento, manutenzione, costruzione, riparazione, e la regolare ispezione delle caldaie e recipienti a pressione. I partecipanti includono ispettori della caldaia e dei recipienti a pressione, ingegneri meccanici, consulenti tecnici, produttori di apparecchiature, rappresentanti delle organizzazioni di riparazione, operatori, proprietari ed utilizzatori di caldaie e recipienti a pressione, funzionari, professionisti del lavoro di saldatura, i rappresentanti dell'industria di assicurazione ed il personale del governo dedicato alle misure di sicurezza.
Obiettivo dell'evento della durata di una settimana è uno scambio reciproco di conoscenza e competenze tecniche condivise da altri partecipanti, così come lo sviluppo di contatti tramite la partecipazione alle numerose riunioni delle commissioni del settore. Le presentazioni della sessione generale affrontano una vasta gamma di argomenti delle attrezzature a pressione, quali un funzionamento sicuro, la manutenzione e riparazione, le valvole di sicurezza - così come anche altri componenti - codici e standard di test di ispezione, rischi ed affidabilità, nonché la formazione continua.

### Programma di Borse di studio del National Board
Il Consiglio nazionale offre annualmente due borse di studio di 6000 $ per gli studenti universitari che soddisfano le norme di ammissibilità. Il periodo di presentazione della richiesta va dal 1º settembre al 28 febbraio. Le Borse di studio sono disponibili per i bambini, figli, nipoti o pronipoti ispettori Consiglio Nazionale del passato o del presente (in vita o deceduti). Questi sono disponibili anche per i figli dei dipendenti presenti o passati Consiglio Nazionale (vivente o deceduto). Per essere preso in considerazione, uno studente deve essere iscritto od intende iscriversi per il successivo anno accademico presso un college od università statunitense o canadese riconosciuto, avere un piano di studi relativo ad apparecchiature a pressione o di una disciplina di ingegneria strettamente correlata, in possesso di un'elevata media di votazione (4,0 scala) ed essere un cittadino statunitense o canadese. È altresì necessaria una lettera di presentazione di un membro effettivo del National Board.